# 池東沅
池 東沅（チ・ドンウォン、지동원、1991年5月28日 - ）は、韓国出身のサッカー選手。水原FC所属。ポジションはフォワード。
大韓サッカー協会によるエリートのみを集めたサッカー育成プログラムにより欧州に送り出された韓国人サッカー選手の一人。

## 経歴
楸子群島の秋浦島出身。本貫は忠州池氏。光陽製鐵高等学校に進学したのち韓国サッカー協会の計らいによりレディングFCに短期留学をする。同じ留学生として南泰煕などがいる。
帰国後は全南ドラゴンズに入団すると、1年目からレギュラーに定着した。2011年6月30日に、プレミアリーグのサンダーランドAFCへ3年契約で移籍した。
2013年1月1日にFCアウクスブルクにレンタル移籍。アウクスブルクでは17試合5得点と活躍し、シーズン終了後にサンダーランドに復帰したが、新戦力のジョジー・アルティドール、ファビオ・ボリーニらの加入によりシーズン前半はわずか7試合の出場(先発2試合)のみとなり、2014年1月16日、アウクスブルクに完全移籍で復帰した。
アウクスブルクへの完全移籍が発表された翌日の1月17日、2014-2015シーズンからボルシア・ドルトムントに移籍することが発表された。
アウクスブルクでのデビュー戦となったボルシア・ドルトムント戦でゴールを決めた。
ドルトムント移籍後の9月24日、ドイツ3部リーグのMSVデュースブルク戦でドルトムントIIでの公式戦デビューを果たした。
2014年12月12日、アウクスブルクへの完全移籍が発表された。アウクスブルクへの移籍はこれで3度目となる。
2018年1月26日、SVダルムシュタット98にレンタル移籍した。
2019年5月6日、フリー移籍で1.FSVマインツ05に加入し、3年契約を結んだことが発表された。
2021年1月30日、20-21シーズン終了までのローンでアイントラハト・ブラウンシュヴァイクに加入。
2021年7月7日、ヨーロッパでのプレーに区切りを付け、FCソウルへの移籍が発表された。

### 代表
U-19、U-23代表に選出。2010年8月、監督が趙広来に変わって最初の試合となったナイジェリアとの親善試合でA代表に初招集されたが、出場機会はなかった。
2010年アジア競技大会では3位決定戦で同点ゴールと決勝点を挙げる活躍を見せ、銅メダル獲得に貢献した。
AFCアジアカップ2011では当初メンバー入りはならなかったが、エース朴主永の負傷で、メンバー入りを果たし、背番号10を背負うこととなった。大会前の12月30日に行われたシリアとの親善試合で代表初出場を果たすと、決勝点となる代表初得点も挙げた。グループリーグ第3戦のインド戦では自身初の1試合2得点を記録。3位決定戦でも2得点を挙げ、韓国の3位入賞に貢献した。
2012年ロンドンオリンピックでは銅メダルを獲得し、兵役免除となった。2014 FIFAワールドカップでは2試合途中交代で出場した。

## 所属クラブ

### ユース経歴
- 光陽製鉄高等学校（朝鮮語版） 2007
- レディングFC 2007-2008
- 光陽製鉄高等学校 2009

### プロ経歴
- 全南ドラゴンズ 2010-2011
- サンダーランドAFC 2011-2013
  -  サンダーランドU-21 2012-2013
  -  FCアウクスブルク 2013 (期限付き移籍)
- FCアウクスブルク 2014
- ボルシア・ドルトムント 2014
  -  ボルシア・ドルトムントII 2014
- FCアウクスブルク 2014-2019
  -  SVダルムシュタット98 2018 (期限付き移籍)
- 1.FSVマインツ05 2019-2021
  -  アイントラハト・ブラウンシュヴァイク 2021
- FCソウル 2021-2022
- 水原FC 2023

## 個人成績
| 国内大会個人成績 | 国内大会個人成績   | 国内大会個人成績 | 国内大会個人成績 | 国内大会個人成績 | 国内大会個人成績 | 国内大会個人成績 | 国内大会個人成績 | 国内大会個人成績 | 国内大会個人成績 | 国内大会個人成績 | 国内大会個人成績 |
| 年度             | クラブ             | 背番号           | リーグ           | リーグ戦         | リーグ戦         | リーグ杯         | リーグ杯         | オープン杯       | オープン杯       | 期間通算         | 期間通算         |
| 年度             | クラブ             | 背番号           | リーグ           | 出場             | 得点             | 出場             | 得点             | 出場             | 得点             | 出場             | 得点             |
| 韓国             | 韓国               | 韓国             | 韓国             | リーグ戦         | リーグ戦         | リーグ杯         | リーグ杯         | FA杯             | FA杯             | 期間通算         | 期間通算         |
| ---------------- | ------------------ | ---------------- | ---------------- | ---------------- | ---------------- | ---------------- | ---------------- | ---------------- | ---------------- | ---------------- | ---------------- |
| 2010             | 全南               | 33               | Kリーグ          | 22               | 7                | 4                | 1                | 3                | 5                | 29               | 13               |
| 2011             | 全南               | 10               | Kリーグ          | 11               | 3                | 2                | 0                | 2                | 0                | 15               | 3                |
| イングランド     | イングランド       | イングランド     | イングランド     | リーグ戦         | リーグ戦         | FLカップ         | FLカップ         | FAカップ         | FAカップ         | 期間通算         | 期間通算         |
| 2011-12          | サンダーランド     | 17               | プレミア         | 19               | 2                | 1                | 0                | 1                | 0                | 21               | 2                |
| 2012-13          | サンダーランド     | 17               | プレミア         | 0                | 0                | 0                | 0                | 0                | 0                | 0                | 0                |
| 2012-13          | サンダーランドU-21 | 7                | U-21プレミア     | 5                | 1                |                  |                  |                  |                  | 5                | 1                |
| ドイツ           | ドイツ             | ドイツ           | ドイツ           | リーグ戦         | リーグ戦         | リーグ杯         | リーグ杯         | DFBポカール      | DFBポカール      | 期間通算         | 期間通算         |
| 2012-13          | アウクスブルク     | 27               | ブンデス         | 17               | 5                | -                | -                | 0                | 0                | 17               | 5                |
| イングランド     | イングランド       | イングランド     | イングランド     | リーグ戦         | リーグ戦         | FLカップ         | FLカップ         | FAカップ         | FAカップ         | 期間通算         | 期間通算         |
| 2013-14          | サンダーランド     |                  | プレミア         | 5                | 0                | 1                | 0                | 1                | 0                | 7                | 0                |
| ドイツ           | ドイツ             | ドイツ           | ドイツ           | リーグ戦         | リーグ戦         | リーグ杯         | リーグ杯         | DFBポカール      | DFBポカール      | 期間通算         | 期間通算         |
| 2013-14          | アウクスブルク     | 24               | ブンデス         | 12               | 1                | -                | -                | 0                | 0                | 12               | 1                |
| 2014-15          | ドルトムントII     | 40               | 3. Liga          | 10               | 0                |                  |                  |                  |                  | 10               | 0                |
| 2014-15          | アウクスブルク     | 22               | ブンデス         | 12               | 0                | -                | -                | 0                | 0                | 12               | 0                |
| 2015-16          | アウクスブルク     | 22               | ブンデス         | 21               | 0                | -                | -                | 2                | 1                | 23               | 2                |
| 2016-17          | アウクスブルク     | 22               | ブンデス         | 34               | 3                | -                | -                | 2                | 1                | 36               | 4                |
| 2017-18          | アウクスブルク     | 22               | ブンデス         | 3                | 0                | -                | -                | 0                | 0                | 3                | 0                |
| 2017-18          | ダルムシュタット   | 9                | ブンデス2部      | 0                | 0                | -                | -                | 0                | 0                | 0                | 0                |
| 通算             | 韓国               | 韓国             | 1部              | 33               | 10               | 6                | 1                | 5                | 5                | 44               | 16               |
| 通算             | イングランド       | イングランド     | プレミア         | \|24             | 2                | 2                | 0                | 2                | 0                | 28               | 2                |
| 通算             | ドイツ             | ドイツ           | ブンデス1部      | 99               | 9                | -                | -                | 4                | 2                | 103              | 11               |
| 通算             | ドイツ             | ドイツ           | ブンデス2部      | 0                | 0                | -                | -                | 0                | 0                | 0                | 0                |
| 総通算           | 総通算             | 総通算           | 総通算           | 156              | 21               | 8                | 1                | 11               | 7                | 175              | 30               |

## 代表歴

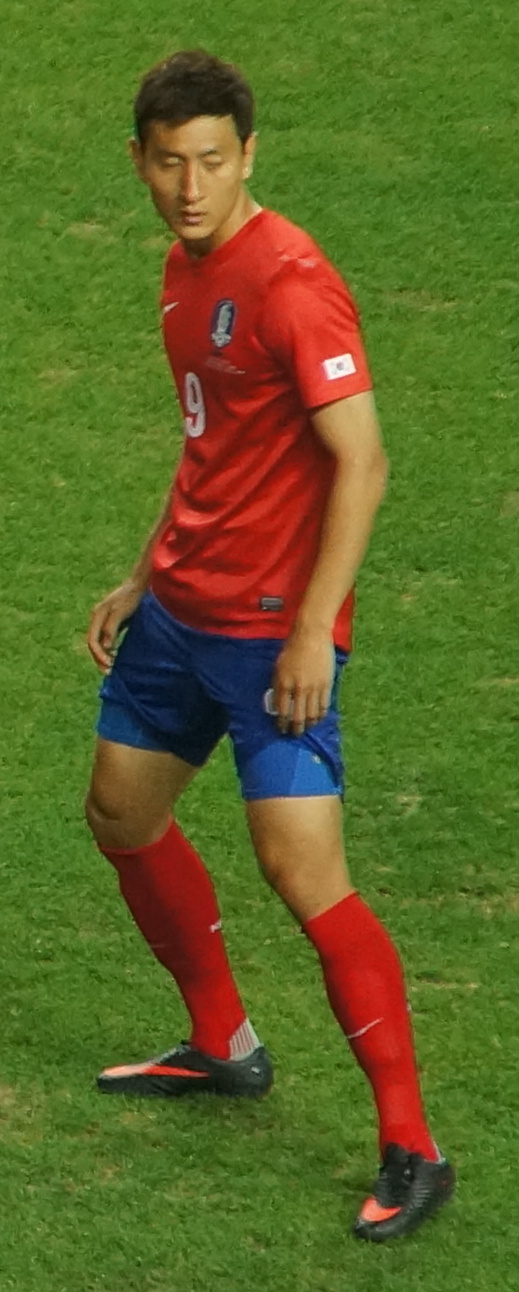
韓国代表での池東沅

### 出場大会
- 韓国U-19代表
  - 2010年 - AFC U-19選手権
- 韓国U-23代表
  - 2010年 - アジア大会
  - 2012年 - ロンドンオリンピック
- 韓国代表
  - 2011年 - AFCアジアカップ2011
  - 2014年 - 2014 FIFAワールドカップ

### 試合数
- 国際Aマッチ 56試合 11得点（2010年-2019年）[12]

| 韓国代表 | 国際Aマッチ | 国際Aマッチ |
| 年       | 出場        | 得点        |
| -------- | ----------- | ----------- |
| 2010     | 1           | 1           |
| 2011     | 15          | 7           |
| 2012     | 3           | 0           |
| 2013     | 8           | 0           |
| 2014     | 4           | 0           |
| 2015     | 4           | 1           |
| 2016     | 8           | 1           |
| 2017     | 5           | 1           |
| 2018     | 3           | 0           |
| 2019     | 5           | 0           |
| 通算     | 56          | 11          |

### 得点
| #   | 開催年月日     | 開催地   | 対戦国         | スコア | 結果 | 試合概要                               |
| --- | -------------- | -------- | -------------- | ------ | ---- | -------------------------------------- |
| 1.  | 2010年12月30日 | アブダビ | シリア         | 1-0    | ○1-0 | 親善試合                               |
| 2.  | 2011年1月18日  | ドーハ   | インド         | 1-0    | ○4-1 | AFCアジアカップ2011                    |
| 3.  | 2011年1月18日  | ドーハ   | インド         | 3-1    | ○4-1 | AFCアジアカップ2011                    |
| 4.  | 2011年1月28日  | ドーハ   | ウズベキスタン | 2-0    | ○3-2 | AFCアジアカップ2011                    |
| 5.  | 2011年1月28日  | ドーハ   | ウズベキスタン | 3-0    | ○3-2 | AFCアジアカップ2011                    |
| 6.  | 2011年6月7日   | 全州     | ガーナ         | 1-0    | ○2-1 | 親善試合                               |
| 7.  | 2011年9月2日   | 高陽市   | レバノン       | 3-0    | ○6-0 | 2014 FIFAワールドカップ・アジア予選    |
| 8.  | 2011年9月2日   | 高陽市   | レバノン       | 6-0    | ○6-0 | 2014 FIFAワールドカップ・アジア予選    |
| 9.  | 2015年10月13日 | ソウル   | ジャマイカ     | 1-0    | ○3-0 | 親善試合                               |
| 10. | 2016年10月6日  | 水原市   | カタール       | 2-2    | ○3-2 | 2018 FIFAワールドカップ・アジア3次予選 |
| 11. | 2017年10月7日  | モスクワ | ロシア         | 2-4    | ●2-4 | 親善試合                               |

## 獲得タイトル
- 韓国FAカップ得点王：2010

## 人物
- 2017年6月に知英の実姉と結婚した[13]。